# Lista de capítulos de Pandora Hearts

Pandora Hearts, uma série de mangás escrita e ilustrada por Jun Mochizuki, foi serializada na Monthly GFantasy da Square Enix de 18 de maio de 2006 a 18 de março de 2015. Totalizou 104 capítulos, além de dois capítulos especiais e um one-shot, que foram compilados em 24 volumes tankōbon, lançados de 27 de outubro de 2006 a 27 de junho de 2015.
Em julho de 2015, a Panini Group anunciou o lançamento da série no Brasil, sendo publicado bimestralmente de abril de 2016 a março de 2020.

## Lista de volumes
| - Retrace I: "Innocent Calm" - Retrace II: "Tempest of Conviction" | - Retrace III: "Prisoner&Alichino" - Retrace IV: "Rendezvous" |

| - Retrace V: "Clockwise Doom." - Retrace VI: "Where am I?" - Retrace VII: "Reunion" | - Retrace VIII: "Whisperer" - Retrace IX: "Question" |

| - Retrace X: "Malediction" - Retrace XI: "Grim" | - Retrace XII: "Where am I?" - Retrace XIII: "A Lost Raven" |

| - Retrace XIV: "Lop Ear" - Retrace XV: "Welcome to Labyrinth" - Retrace XVI: "Keeper of the secret" | - Retrace XVII: "Odds and Ends" - Retrace XVIII: "Hollow eye socket" |

| - Retrace XIX: "Detestably" - Retrace XX: "Who killed poor Alice?" | - Retrace XXI: "Discord" - Retrace XXII: "His name is..." |

| - Retrace XXIII: "Conflict" - Retrace XXIV: "Hello my sister!" | - Retrace XXV: "Elliot & Leo" - Retrace XXVI: "The pool of Tears" |

| - Retrace XXVII: "Get out of the Pool" - Retrace XXVIII: "Modulation" | - Retrace XXIX: "Rufus Barma" - Retrace XXX: "Snow White Chaos" |

| - Retrace XXXI: "Countervalue of Loss" - Retrace XXXII: "Snow Dome" | - Retrace XXXIII: "Echo of Noise" - "Pandora Hearts One-Shot" |

| - Retrace XXXIV: "Noise of Echo" - Retrace XXXV: "Madness of Lost Memories" | - Retrace XXXVI: "Sablier" - Retrace XXXVII: "Glen Baskerville" |

| - Retrace XXXVIII: "Scapegoat" - Retrace XXXIX: "Gate of Blackness" | - Retrace XL: "Blindness" - Retrace XLI: "Where am I!?" |

| - Retrace XLII: "Stray" - Retrace XLIII: "Crown of Clown" | - Retrace XLIV: "Dusty Sky" - Retrace XLV: "Queen of Hurts" |

| - Retrace XLVI: "Persona" - Retrace XLVII: "Unbirthday" | - Retrace XLVIII: "Isla=Yura" - Retrace XLIX: "Night in gale" |

| - Retrace L: "Reverse Corte" - Retrace LI: "Lily&Reim" | - Retrace LII: "Bloody Rites" - Retrace LIII: "Humpty Dumpty Sat On A Wall" |

| - Retrace LIV: "Blank Smile" - Retrace LV: "Black To Black" | - Retrace LVI: "Rabbit Eyes" - Retrace LVII: "Humpty Dumpty had a Great Fall" |

| - Retrace LVIII: "Puddle of blood" - Retrace LIX: "Couldn't Put Humpty Together Again" | - Retrace LX: "Egg Shell" - Retrace LXI: "Demios" |

| - Retrace LXII: "Repose" - Retrace LXIII: "Purpose" | - Retrace LXIV: "Tarantelle" - Retrace LXV: "Collapse" |

| - Retrace LXVI: "Jack" - Retrace LXVII: "Lacie" - Retrace LXVIII: "Glen" | - Retrace LXIX: "Alice" - Retrace LXX: "Oz" |

| - Retrace LXXI: "Black Rabbit" - Retrace LXXII: "Bloody Rabbit" | - Retrace LXXIII: "A Note" - Retrace LXXIV: "Broken Rabbit" |

| - Retrace LXXV: "Alone" - Retrace LXXVI: "Alice&Oz" | - Retrace LXXVII: "Vacant" - Retrace LXXVIII: "Decision" |

| - Retrace LXXIX: "Falling" - Retrace LXXX: "Oscar Vessalius" - Retrace LXXXI: "CHILDREN" | - Extra Episode: "It makes all kinds" - Retrace LXXXII: "Wish" |

| - Retrace LXXXIII: "After the rain" - Retrace LXXXIV: "Trickster" - Retrace LXXXV: "Reverberate" | - Extra Episode: "Together" - Retrace LXXXVI: "Wager" - Retrace LXXXVII: "Starting Point" |

| - Retrace LXXXVIII: "Answer" - Retrace LXXXIX: "Staccato drop" - Retrace XC: "Clocktower" | - Retrace XCI: "Juror" - Retrace XCII: "A Story" |

| - Retrace XCIII: "Abyss" - Retrace XCIV: "Blaze" - Retrace XCV: "Vincent" | - Retrace XCVI: "Disagree" - Retrace XCVII: "I am" - Retrace XCVIII: "Reverberate" |

| - Retrace XCIX: "Shade" - Retrace C: "Ossia" - Retrace CI: "Oswald" | - Retrace CII: "The Nursery" - Retrace CIII: "Call Your Name" - Retrace CIV: "Will" |